# Xyris wawrae
Xyris wawrae är en gräsväxtart som beskrevs av Anton Heimerl. Xyris wawrae ingår i släktet Xyris och familjen Xyridaceae. Inga underarter finns listade i Catalogue of Life.